# Красинское (станция)
Кра́синское — железнодорожная станция, расположенная на ветке Фурманов — Волгореченск. Открыта в 1968 году. Название получила по предложению дорожного мастера Р. Смурова, хотя была и другая идея — назвать станцию «Таха». До 1970-х гг. ветка оставалась малодеятельной. От Яковлевского на Фурманов ходил маневровый паровоз. Активное движение открылось с началом строительства Костромской ГРЭС и Волгореченска, куда была также проложена железная дорога, для доставки стройматериалов и мазута. В эти годы ветка обслуживала более десятка составов в сутки. Для Яковлевского льнокомбината шли вагоны с волокном, льном и химикатами, обратно — с готовой продукцией, на хлебоприемный пункт шло зерно, цистерны с мазутом на нефтебазу. Здание станции типично для сельских железнодорожных станций — кирпичная постройка с центральным входом со ступеньками, симметричным левым и правым крылом, название — сверху чёрным по белому. Последние 20 лет начальником станции являлась Марита Цапалова. В годы строительства Волгореченска и Костромской ГРЭС станция имела свой локомотив, и штат из 20 сотрудников (стрелочницы, дежурный по станции, кочегар, рабочий, начальник станции). Часть персонала жила в пос. Мелехово, который активно начал застраиваться с открытием движения на Волгореченск. Приезжим была обещана квартира. Некоторые молодые семьи получали «двушки», однако без удобств. Существовала проблема с отоплением и питевой водой: не было ни водопровода, ни колодца. Воду доставляли в цистернах, либо ходили за ней в Приволжск, помещения отапливали печками. В Мелехове работал магазин отдела рабочего снабжения Северной железной дороги (сейчас закрыт).

## Современное состояние
С 1996 г. грузовая станция закрыта, все функции переданы в Фурманов. В 2008 г. станцию было решено ликвидировать, оставив перегон Фурманов-Волгореченск и упразднив приволжскую ветку. В последние годы за смену через станцию следуют лишь 1-2 поезда на Волгореченск, раз в неделю — вагон до Приволжска и цистерны химикатов для яковлевской мануфактуры. Станция является убыточной, её планировалось закрыть в 2008 году. К этому времени в штате оставались 4 сотрудника. 2 года в Мелехове не чистилась канализация, не вывозился мусор — жители выбрасывали его в овраг, который подступает к жилым домам. Старые тополя мешают электропроводам. Газификация не предусмотрена. В последние годы техника и вагоны часто разворовывалась. Бывший станционный электромеханик сигнализации, централизации и блокировки Юрий Яблоков: «Охотники за металлом то светофор разобьют, то утащат что-нибудь». До последнего времени станция управлялась старым блокировочным аппаратом размером с комнату. Начальник станции Марита Цапалова: «Таких больше нигде нет, и приезжие очень удивляются такой диковине». Кабинет начальника был компьютеризирован.

## Современность
Через станцию четыре-пять раз в день проходят пригородные дизель-поезда на Волгореченск и Иваново, однако ни один из них не имеет здесь остановки. Ближайший остановочные пункт Приволжск находится более чем в двух километрах. Вблизи станции имеется несколько жилых многоквартирных домов. 

## Интересные факты
В 1960-70-х гг. от станции уходила узкоколейка на д. Поверстное.